# PGC 1847921
LEDA/PGC 1847921 ist eine Galaxie im Sternbild Haar der Berenice am Nordsternhimmel. Sie ist schätzungsweise 822 Millionen Lichtjahre von der Milchstraße entfernt und hat einen Durchmesser von etwa 115.000 Lichtjahren. Vom Sonnensystem aus entfernt sich das Objekt mit einer errechneten Radialgeschwindigkeit von näherungsweise 18.400 Kilometern pro Sekunde.
Im selben Himmelsareal befinden sich unter anderem die Galaxien NGC 4735, NGC 4738, PGC 94022, PGC 1852109.